# Буряки
Буря́ки — село в Україні, у Бердичівському районі Житомирської області, входить до Райгородоцької сільської громади. Населення становить 498 осіб (за даними 2001 року), налічується 174 двори. День села відзначається 21 листопада.
Буряки вперше згадуються 1753 року, а офіційна дата заснування — 1776 рік. Колишнє власницьке село, належало роду Букарів. Під час Другої світової війни бої за село були найкривавішими серед усіх інших населених пунктів району: загинули 238 радянських воїнів. У селі встановлені два пам'ятники на вшанування пам'яті загиблих у цій війні, а також пам'ятний знак жертвам Голодомору 1932—1933 років.
Розташоване на півдні району на межі з Вінницькою областю за 28 км до районного центру. Селом протікає струмок — один із витоків Тетерівки, на якому є два ставки.

## Назва
Існує низка версій походження назви села:
- назва села походить від слова «бараки», перші поселенці в 1778 році будували бараки безпосередньо поблизу поля, на якому працювали[1][4];
- село виникло в часи інтенсивного виробництва цукру, і на місці села вирощували буряки, які восени вивозили на цукроварню[4];
- село назване на честь його засновника на прізвище Буряківський[1];
- село отримало свою назву через те, що його засновником був багатий поміщик, який мав прізвисько «Буряк» через червоні родимі плями на обличчі, схожі на плями від буряка[1].

## Розташування

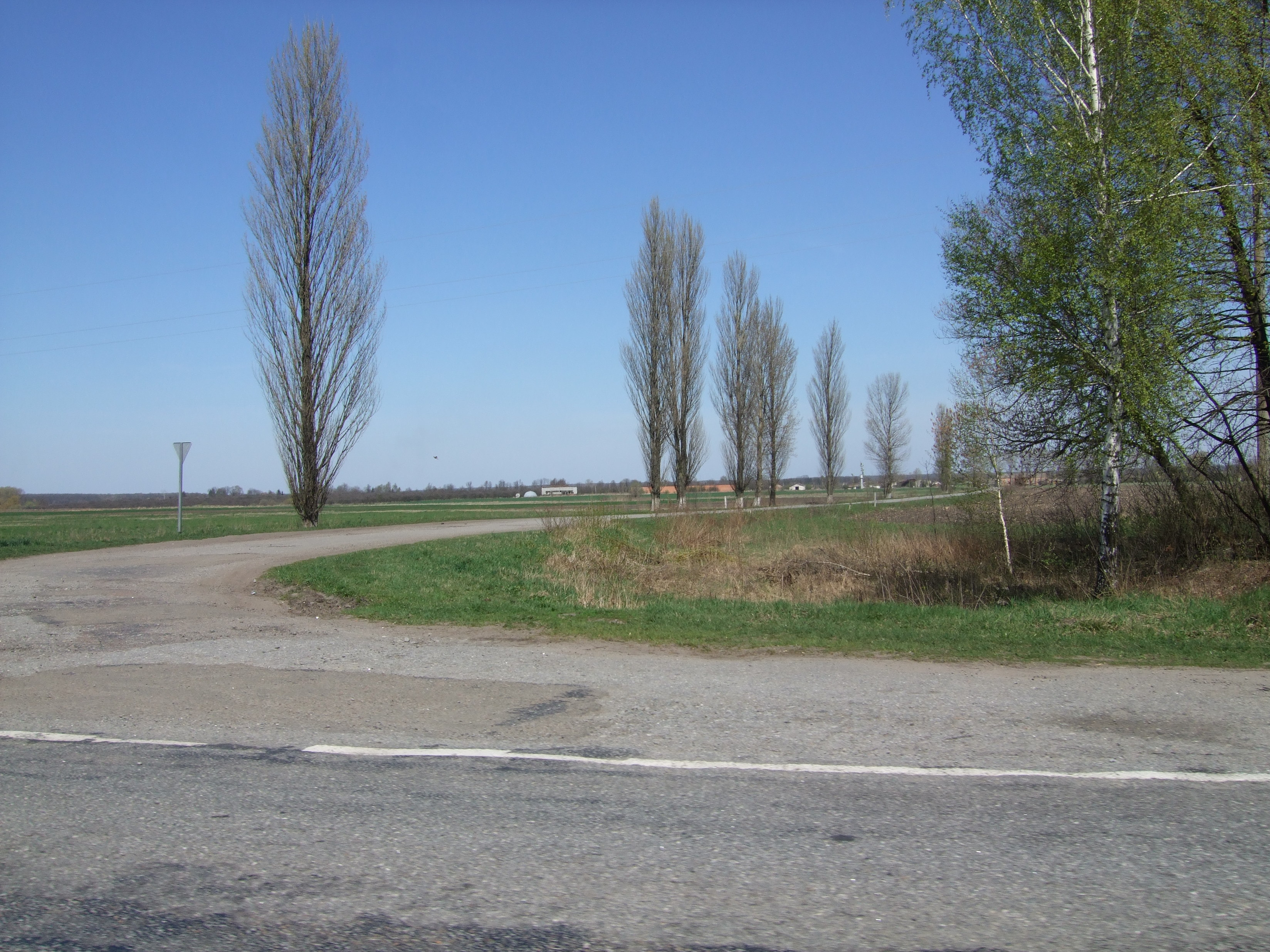
Поворот на Буряки з автошляху Н02

Село з навколишніми землями розташовані в лісостеповій зоні. За характером рельєфу територія колишньої Буряківської сільради складається з двох різних частин: північної та південно-східної — слабохвилястої рівнини з окремими підвищеннями — та південної — плоскорівнинного плато. Село зі сходу на захід перетинає струмок Гуска (Гусочка) — один із витоків Тетерівки, на якому є два ставки, утворені греблями.
Буряки розташовані в південно-західній частині Бердичівського району. З райцентром село з'єднане автошляхом Н02 із переходом у Р31 (загальна відстань — 28 км). Фізична відстань до Бердичева — 19 км, до Києва — 154 км.
На південь від села з заходу на схід проходить автошлях Н02, який на території колишньої Буряківської сільради перетинає Р31, утворюючи Любарське перехрестя (напрямки на Бердичів, Козятин, Хмільник і Любар). Село також сполучене ґрунтовими дорогами на захід до Іванополя та на схід на Лемеші та Райгородок. Село має автобусне сполучення з Бердичевом (АС-2) через Райгородок (перевізник ФОП «Беляков», 4—5 разів на день).
Сусідні населені пункти:
У селі сім вулиць із житловою забудовою — Золота (колишня Комсомольська), Квітнева (40-річчя Перемоги), Михайлівська (Жовтнева), Загребельна (Кірова), Іванопільська, Юрія Гагаріна та Райгородецька, а також провулок Михайлівський (Жовтневий). Головна вулиця села, на якій розташовані більшість адміністративних установ, — вулиця Шевченка.

## Історія села

### До кінця XIX століття

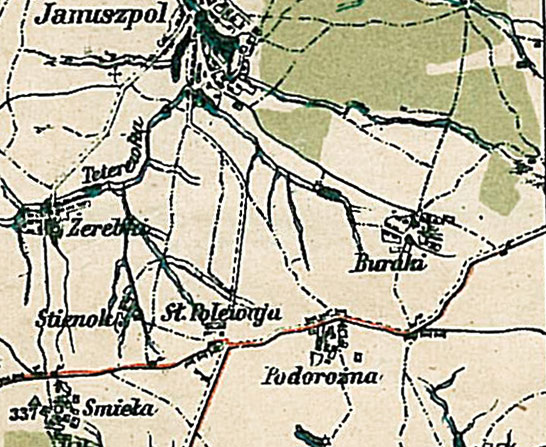
Буряки на німецькій мапі 1914 року

На території Буряків виявлено залишки черняхівської культури.
Перша згадка про Буряки (пол. Buraki) датується 1753 роком, де село згадується в Кольбушівській транзакції у списку місцевостей поблизу Чуднова, подарованих Янушем Сангушком князеві Любомирському, старості богуславському. Згадується в люстрації Київського воєводства 1754 року, як село, що перебувало у посесії Незвоєвського, сплачувало 14 злотих і 20 грошів до замку та 58 злотих і 20 грошів до скарбу.
У 1775 році почалося будівництво церкви (згоріла між 1928 і 1941 роками), а в 1776 році було засноване саме поселення. Згодом село перейшло у власність до роду Букарів.
На 1885 село було відоме під назвою Бураків (рос. дореф. Бураковъ), входило до Янушпільської волості Житомирського повіту Волинської губернії, мало 127 дворів та 1015 жителів, православну церкву, заїзд та вітряк. До 1888 року населення села зросло до 145 дворів та 1165 жителів.
Наприкінці 19 століття — Бураки (рос. дореф. Бураки), село Янушпільської волості Житомирського повіту Волинської губернії, за 70 верст від Житомира, за 6 верст від поштової станції у Райгородку, за 20 верст від залізничної станції Демчин. Річки не було. Дерев'яну церкву на кам'яному підмурівку, з такою ж дзвіницею, збудовано у 1776 році за кошти вірян. При церкві 93 десятини земель, з них 25 десятин під лісом. Парафіян — 1 165 православних, 13 римокатоликів, 30 юдеїв, дворів — 145. Сусідні парафії: Лемеші (4 версти), Янушпіль (8 верст).
На 1900 рік у селі було 272 двори та 1740 мешканців (з них 13 католиків і 30 юдеїв), діяла парафіяльна церква та вітряк.
У 1906 році — село Янушпільської волості (4-го стану) Житомирського повіту Волинської губернії. Відстань до губернського та повітового центру, м. Житомир, становила 68 верст, до центру волості, містечка Янушпіль — 6 верст. Найближче поштово-телеграфне відділення розташовувалося в Янушполі.

### Прихід радянської влади
Червоні війська вперше взяли село в січні 1918 року в ході Першої радянсько-української війни. Радянська влада перебудувала поміщицьке приміщення на школу на 245 учнів. Місцеві осередки комуністичної партії та комсомолу утворено 1924 року. 1928 року в селі організовано Товариство спільного обробітку землі.
З утворенням системи районів та сільських рад у 1923 році було створено Буряківську сільську раду, яка, 7 березня 1923 року, включена до Янушпільського району Житомирської округи. Відстань до районного центру, міст. Янушпіль, становила 6 верст. 27 червня 1925 року Янушпільський район передано до складу Бердичівської округи. Відстань від населеного пункту до районного центру, міст. Янушпіль, становила 6 верст, окружного центру, м. Бердичів — 23 версти, до найближчої залізничної станції (Демчин) — 15 верст. При переході на обласний поділ село разом з усім районом увійшло до Вінницької області, а з утворенням, в 1937 році, Житомирської області, увійшло до її складу.
На початку 1930-х років у селі проживало близько 1200 мешканців.
У роки Голодомору 1932—1933 років померли 289 мешканців Буряків, з них 132 дітей. Очевидці Голодомору оцінюють кількість загиблих мешканців села від 300 до 800 жертв. У 2008 році селяни власним коштом установили пам'ятник загиблим.
Зі спогадів мешканки села А. К. Омельчук:
|  | Урожай був, але все позабирала влада. Були створені бригади з членів сільради, які ходили по хатах і шукали, що є в коморах і закопане в землі. У нас в селі була одна жінка, яка ходила попід хатами і штурхала тичкою землю, чи є щось закопане. А якщо щось закопане, то приходили з сільради і забирали.» |

### Друга світова війна
Під час Другої світової війни проти німецьких військ у лавах Червоної армії воював 281 житель села, з них 151 — загинули, 237 — відзначено орденами й медалями.
Село було взяте німецькими військами 21 липня 1941 року. 37 мешканців села були вивезені на примусові роботи до Німеччини. Під час війни знищено виробничу базу господарства та зруйновано значну частину будинків селян.
З 6 по 7 січня 1944 року відбувалися бої за звільнення села від німецьких військ, у яких загинули 238 воїнів восьми національностей, що є найбільшою кількістю серед усіх сіл Бердичівщини. Ведучи наступ на Бердичівському напрямку, 325-й гвардійський полк та 115-й окремий гвардійський винищувальний протитанковий дивізіон, що входили до складу 129-ї гвардійської Житомирської Червонопрапорної стрілецької дивізії отримали наказ підтримати вогнем з усіх видів зброї танкістів і зайняти село Буряки. Вранці 6 січня батальйон під командуванням капітана Яковлева увійшов до села, яке обороняли до трьох німецьких батальйонів під прикриттям авіації. Ініціатива бою неодноразово переходила з рук у руки: вдень село контролювалося радянськими військами, але завдяки вдалій контратаці за підтримки авіації до ночі село було повністю зайняте німецькими військами, за винятком артилерійського взводу із командиром батареї капітаном Васильченком, який втратив зв'язок з рештою батареї та провів Різдвяну ніч в окупованому ворогом селі з 15 бійцями та двома гарматами. Вранці 7 січня німецькі війська намагалися розвинути свій успіх та перейти в атаку на вогневі позиції радянських військ, однак завдяки точному вогню єдиної вцілілої гармати атаку було відбито, а німці зазнали людських і військо-технічних втрат. Удень радянська піхота ввірвалася до села, і 7 січня село остаточно перейшло під контроль радянських військ.
1957 року на братській могилі воїнів-визволителів Буряків встановлено пам'ятник, а 1970 року споруджено обеліск вічної Слави воїнам-односельцям, полеглим у боротьбі з гітлерівцями. Обидва пам'ятники перебудовані в 1990-ті роки.

### Післявоєнні роки
У 1950-х роках в селі працювали два колгоспи — імені Кірова та «Жовтень». У 1959 році два колгоспи було об'єднано в один — імені Кірова.
1957 року село перейшло до складу Чуднівського району з розформованого Янушпільського району. У 1959 село було віднесене до Бердичівського району. Оскільки в цьому районі вже був колгосп імені Кірова, колгосп села Буряки став носити ім'я Г. І. Петровського.
На початок 1970-х років село мало 347 дворів з населенням 930 осіб.
Станом на початок 1970-х років за колгоспом було закріплено 2109 гектарів сільськогосподарських угідь, з яких 1842 га — орної землі. В господарстві вирощували зернові й технічні культури, діяло розвинуте м'ясо-молочне тваринництво. Колгосп мав пасіку, що налічувала 210 бджолосімей. За перевиконання показників сільського господарства в червні 1972 року колгосп нагороджено перехідним Червоним прапором Міністерства сільського господарства СРСР і ВЦРПС. В 1973 році колгосп був відзначений за високі врожаї картоплі, які сягали 320 ц/га, а тракторист Є. М. Савчук отримав золоту медаль Виставки досягнень народного господарства УРСР. Колгосп був «мільйонером»: річний прибуток становив близько 1,2 мільйона карбованців.
Діяла восьмирічна школа, у якій 12 учителів навчали 140 учнів, клуб на 200 місць, стаціонарна кіноустановка, бібліотека з фондом 6,5 тисяч книг, дитячі ясла на 35 місць, фельдшерсько-акушерський пункт, 2 магазини, побутова майстерня.
Партійна організація станом на початок 1970-х років об'єднувала 24 комуністи, дві комсомольські — 52 члени ВЛКСМ.
За успіхи, досягнуті у праці, 51 житель села був нагороджений орденами й медалями СРСР, серед них голова колгоспу С. М. Никодюк — орденом Леніна, колгоспник С. В. Дігтяренко — орденом Жовтневої Революції, ланкова буряківничої ланки З. С. Климчук, бригадир садово-городньої бригади І. М. Козак і свинарка Н. П. Бранденбург — орденом Трудового Червоного Прапора.
У 1984—1985 роках два мешканці села брали участь у війні в Афганістані.
1 жовтня 1987 року до села проведено телефонний зв'язок.

### Часи незалежності
Після здобуття незалежності сільський колгосп імені Петровського певний час зберігав радянські високі показники, при ньому навіть була створена футбольна команда, яка певний час брала участь у місцевих змаганнях. У 2002 році він припинив своє існування, на його основі було створене Приватне підприємство «Південне». 2003 року 391 мешканець села отримав Державні акти на землю як власники паїв, з них 97 селян працювали одноосібно.
2008 року 51 двір села було газифіковано. Того ж року на громадському кладовищі встановлений пам'ятник жертвам Голодомору 1932—1933, репортаж про відкриття якого показав 5 канал.
2011 року буряківське ПП «Атека» було відзначене за найвищу в районі врожайність кукурудзи — 94 ц з гектару.
У 2015 році було закрито єдину в селі Буряківську загальноосвітню школу I—II ступенів, де навчалися 42 учні, учнів переведено до Райгородоцької загальноосвітньої школи I—III ступенів.
20 серпня 2018 року, внаслідок адміністративно-територіальної реформи, увійшло до складу Райгородоцької сільської громади Бердичівського району Житомирської області.

## Населення
Відповідно до результатів перепису населення Російської імперії 1897 року, загальна кількість мешканців села становила 1 401 особу, з них: православних — 1 386, чоловіків — 697, жінок — 704.
У 1906 році проживало 1 583 мешканці, дворів — 259, у 1923 році — 2 022 особи, дворів — 527.
Відповідно до перепису населення СРСР 17 грудня 1926 року, чисельність населення становила 1 884 особи, з них 880 чоловіків та 1 004 жінки; етнічний склад: українців — 1 879, росіян — 5. Кількість домогосподарств — 438, з них, неселянського типу — 2.
Згідно з переписом УРСР 1989 року чисельність наявного населення села становила 576 осіб, з яких 239 чоловіків та 337 жінок.
За переписом населення України 2001 року в селі мешкало 498 осіб.

### Мова
Розподіл населення за рідною мовою за даними перепису 2001 року:
| Мова       | Відсоток |
| ---------- | -------- |
| українська | 98,40 %  |
| російська  | 1,60 %   |

## Економіка
В селі працюють такі підприємства:

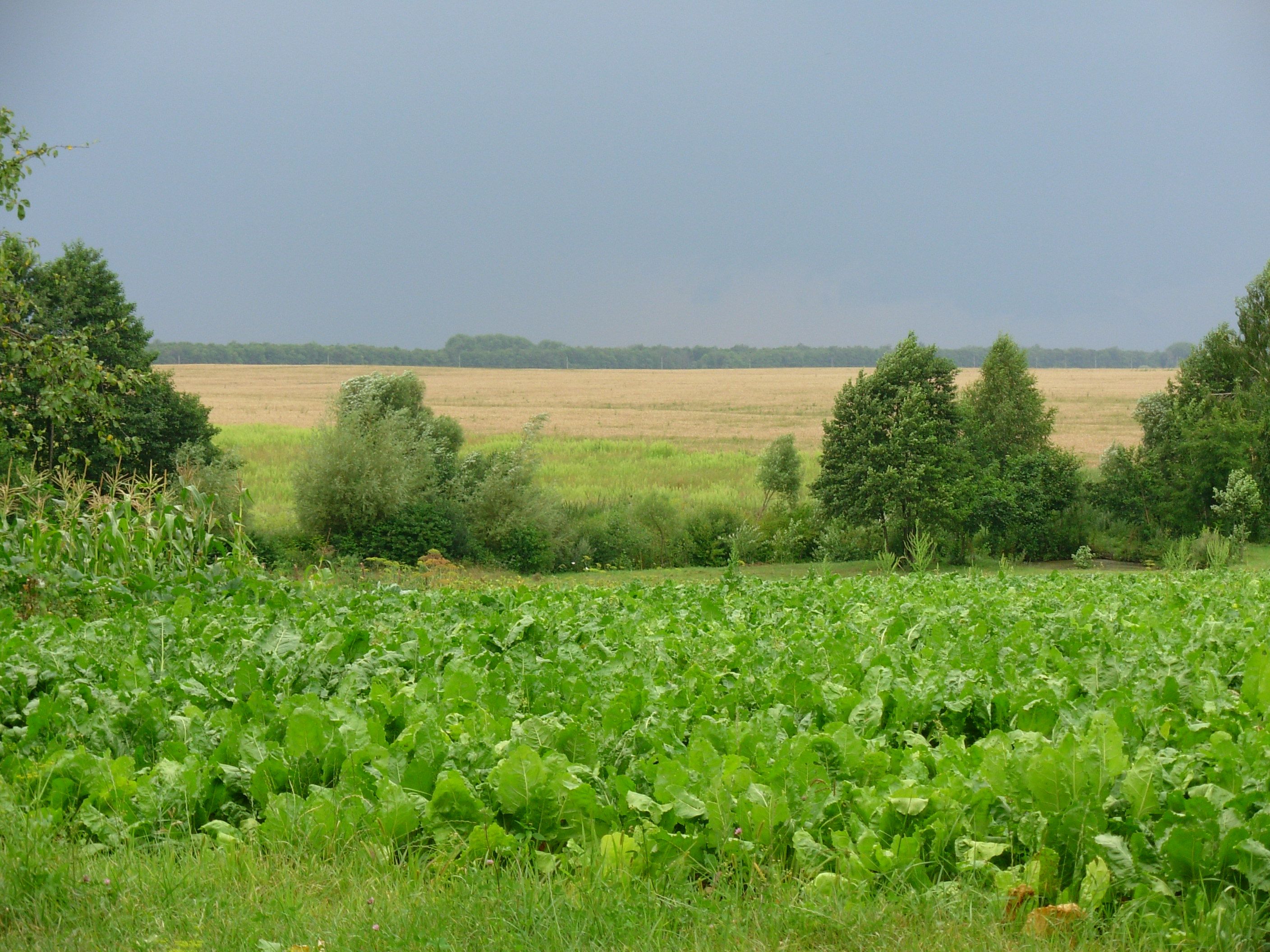
Поля на захід від села

- Приватне підприємство «Південне» (51 працівник), має розвинуте рослинницьке та тваринницьке виробництво; визнане банкрутом у 2008 році[36];
- Товариство з обмеженою відповідальністю «Елітне» (власник Гундич Ігор Петрович);
- Фермерське господарство «Лаванда» (керівник Демчук Костянтин Лукич);
- Фермерське господарство «Крисюк» (керівник Крисюк Олексій Михайлович);
- Сільськогосподарське товариство з обмеженою відповідальністю «Буряки» (керівник Базилівський Василь Леонідович).

Всі сільськогосподарські підприємства села спеціалізуються на вирощуванні зернових та технічних культур.
Сфера послуг представлена 2 магазинами та 2 закладами побутового обслуговування.

## Соціальна сфера
У селі працюють відділення зв'язку, будинок культури на 100 місць та фельдшерський пункт. Наявний стадіон поблизу колишньої школи, який вимагає реконструкції. Діють два кладовища: старе на вулиці Іванопільській та нове (громадське) на Райгородецькій. У селі також були школа (закрита в 2015 році), їдальня та лазня, які не використовуються, а остання була зруйнована.
Зареєстрована парафія Собору Архистратига Михаїла Православної церкви України, яка з 2017 року споруджує церкву на 50 місць. Існують громадські організації «Клуб рибалок „Рибак“» та «Спортивний клуб „Бенкей“».
Головними проблемами села є відсутність центрального водопостачання та каналізації, дитячого садка.

## Політика
Село входить до складу Райгородоцької сільської громади, голова якої Кудлай Галина Миколаївна (самовисуванка, член БПП «Солідарність») проживає в Буряках.
До складу Райгородоцької сільської ради входять 22 депутати, серед яких двоє обрані від Буряків: безпартійний самовисуванець і самовисуванець-член БПП «Солідарність».
У селі діють місцеві осередки таких партій: «Жінки за майбутнє», Соціал-демократична партія України (об'єднана), Народна партія, ВО «Батьківщина», Народно-демократична партія, Соціалістична партія України, Комуністична партія України, Партія регіонів, Українська народна партія, «Наша Україна».
Село Буряки утворює постійну виборчу дільницю № 180106, яка розташована у фоє сільської школи (до запровадження в 2012 році постійних виборчих дільниць сільська дільниця була розташована в приміщенні сільської ради). Результати виборів:
- Парламентські вибори 2002: зареєстровано 392 виборці, явка 88,01 %, найбільше голосів віддано за блок «За Єдину Україну!» — 26,67 %, за Соціалістичну партію України — 21,16 %, за Блок Віктора Ющенка «Наша Україна» — 14,78 %. В одномандатному окрузі найбільше голосів отримав Ковалко Михайло Петрович («За ЄдУ!») — 66,97 %, за Жебрівського Павла Івановича (самовисування) — 13,33 %, за Дуброва Олександра Миколайовича (самовисування) — 3,77 %[45].
- Вибори Президента України 2004 (третій тур): зареєстровано 363 виборці, явка 80,17 %, з них за Віктора Ющенка — 80,07 %, за Віктора Януковича — 15,12 %[46].
- Парламентські вибори 2006: зареєстровано 363 виборців, явка 77,96 %, найбільше голосів віддано за блок «Наша Україна» — 35,34 %, за Соціалістичну партію України — 18,73 %, за Народний блок Литвина — 9,54 %[47].
- Парламентські вибори 2007: зареєстровано 338 виборців, явка 78,70 %, найбільше голосів віддано за Блок Юлії Тимошенко — 31,20 %, за Блок «Наша Україна — Народна самооборона» — 25,19 %, за Партію регіонів — 14,29 %[48].
- Вибори Президента України 2010 (перший тур): зареєстрований 331 виборець, явка 74,32 %, найбільше голосів віддано за Юлію Тимошенко — 37,40 %, за Віктора Януковича — 21,95 %, за Петра Симоненка — 14,63 %[49].
- Вибори Президента України 2010 (другий тур): зареєстровано 334 виборці, явка 73,05 %, з них за Юлію Тимошенко — 62,30 %, за Віктора Януковича — 31,56 %[50].
- Парламентські вибори 2012: зареєстровано 340 виборців, явка 69,41 %, найбільше голосів віддано за Всеукраїнське об'єднання «Батьківщина» — 40,00 %, за Партію регіонів — 17,02 %, за Комуністичну партія України — 16,60 %[51]. В одномандатному окрузі найбільше голосів отримав Демчук Костянтин Лукич (КПУ, проживає в Буряках) — 31,36 %, за Ревегу Олександра Васильовича (ПР) — 17,80 %, за Лабунську Анжеліку Вікторівну (самовисування) — 16,94 %[52].
- Вибори Президента України 2014: зареєстровано 328 виборців, явка 71,65 %, найбільше голосів віддано за Петра Порошенка — 68,09 %, за Юлію Тимошенко — 13,62 %, за Олега Ляшка — 5,53 %[53].
- Парламентські вибори 2014: зареєстровано 327 виборців, явка 60,55 %, найбільше голосів віддано за «Блок Петра Порошенка» — 34,85 %, за «Народний фронт» — 18,69 %, за «Громадянську позицію» — 12,12 %[54]. В одномандатному окрузі найбільше голосів отримав Демчук Костянтин Лукич (самовисування, проживає в Буряках) — 23,23 %, за Ревегу Олександра Васильовича (самовисування) — 22,22 %, за Лабунську Анжеліку Вікторівну (самовисування) — 16,16 %[55].
- Вибори Президента України 2019 (перший тур): зареєстровано 300 виборців, явка 72,67 %, найбільше голосів віддано за Петра Порошенка — 49,54 %, за Юлію Тимошенко — 14,68 %, за Володимира Зеленського — 10,09 %[56].
- Вибори Президента України 2019 (другий тур): зареєстрований 301 виборець, явка 71,43 %, з них за Петра Порошенка — 52,56 %, за Володимира Зеленського — 46,51 %[57].
- Парламентські вибори 2019: зареєстрований 301 виборець, явка 57,14 %, найбільше голосів віддано за «Слугу народу» — 31,40 %, за «Європейську солідарність» — 14,53 %, за «Опозиційну платформу — За життя» — 12,79 %[58]. В одномандатному окрузі найбільше голосів отримав Ревега Олександр Васильович (самовисування) — 23,23 %, за Кицака Богдана Вікторовича (СН) — 27,33 %, за Шаповала Анатолія Анатолійовича («Батьківщина») — 12,21 %[59].

## Пам'ятки

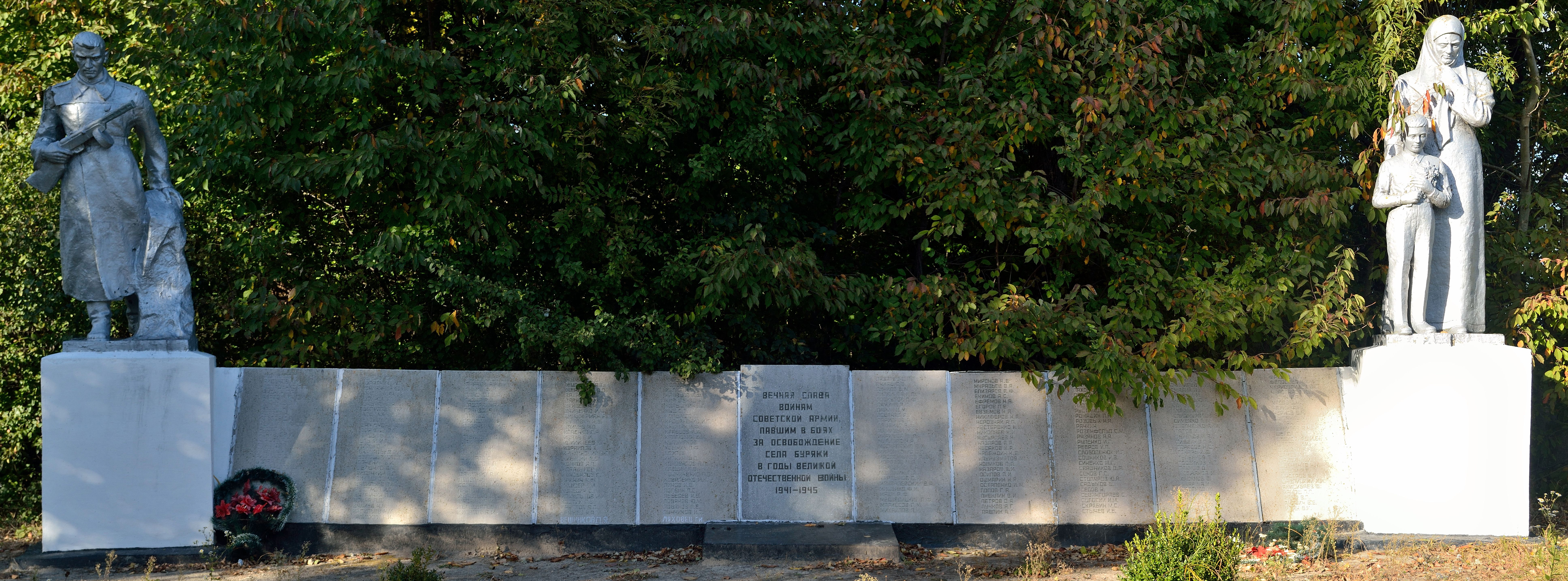
Група братських могил (8), поховано 270 чоловік

Пам'ятник воїнам-односельчанам

У Буряках встановлено три пам'ятники:
- Пам'ятник на братській могилі радянських воїнів, загиблих у боях за село (49°49′29.2″ пн. ш. 28°16′59.1″ сх. д. / 49.824778° пн. ш. 28.283083° сх. д.). Установлений на північному заході села, біля входу на старе кладовище. В братській могилі поховані 285 воїнів, у тому числі 1 загиблий у 1941 році та 284 загиблих у 1944 році, серед яких і Герой Радянського Союзу Максим Степанович Жадейкін. У 1957 році над могилами встановлена бетонна скульптура воїна, що сумує. 1985 року ліворуч і праворуч від неї вертикально встановлені три плити із неіржавної сталі з меморіальним написом та прізвищами воїнів. У 1997 році братську могилу реконструйовано, у центрі комплексу встановлено десять бетонних плит з прізвищами загиблих і гранітну плиту на честь Жадейкіна М. С., скульптуру воїна, що сумує, перенесено ліворуч, а праворуч встановлено скульптуру скорботної матері та дитини[60].
- Меморіал воїнам-односельчанам, загиблим у Другій світовій війні (49°48′59.5″ пн. ш. 28°17′11.8″ сх. д. / 49.816528° пн. ш. 28.286611° сх. д.). Встановлений у 1970 році біля сільської школи. Спочатку мав вигляд залізобетонної піраміди, увінчаної зіркою. 9 травня 1995 року замінений меморіальним комплексом на честь загиблих, який складається з гранітної скульптури воїна та дитини на постаменті, праворуч від якої встановлені п'ять залізобетонних плит з іменами загиблих односельчан. Автор пам'ятного знаку — архітектор Петро Бірюк[24].
- Пам'ятний знак жертвам Голодомору (49°49′17.5″ пн. ш. 28°17′53.6″ сх. д. / 49.821528° пн. ш. 28.298222° сх. д.). Встановлений коштом селян 21 листопада 2008 року на громадському кладовищі. Являє собою гранітний хрест на постаменті, біля якого з обох боків розміщено по три плити з габро, на яких викарбувано всі відомі імена загиблих. Автор пам'ятника — Народний художник України Василь Фещенко[22][61].

## Відомі люди
У Буряках народилися:
- полковники Радянської армії В. С. Завадський, І. І. Олійничук, П. Ю. Петрук, М. Савчук, І. Б. Слюсар;
- полковник медичної служби, кандидат медичних наук М. М. Андрущенко.

У Буряках працював на керівних посадах сільськогосподарських підприємств Ігор Петрович Гундич — голова Житомирської обласної державної адміністрації у 2016—2019 роках.
У боях поблизу Буряків у 1944 році загинув Герой Радянського Союзу Максим Степанович Жадейкін, похований у братській могилі села.

## Галерея

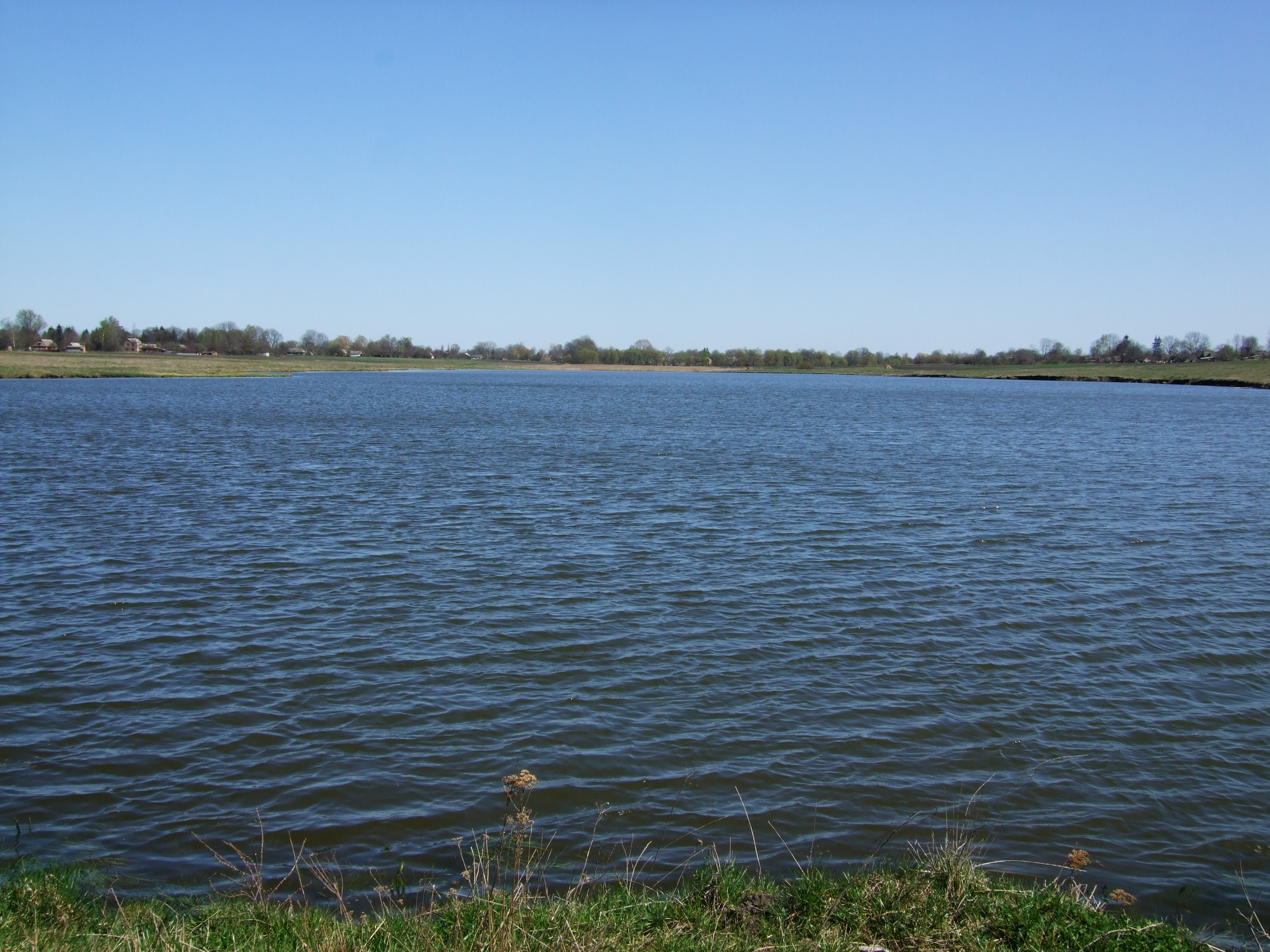
Ставок у центрі села
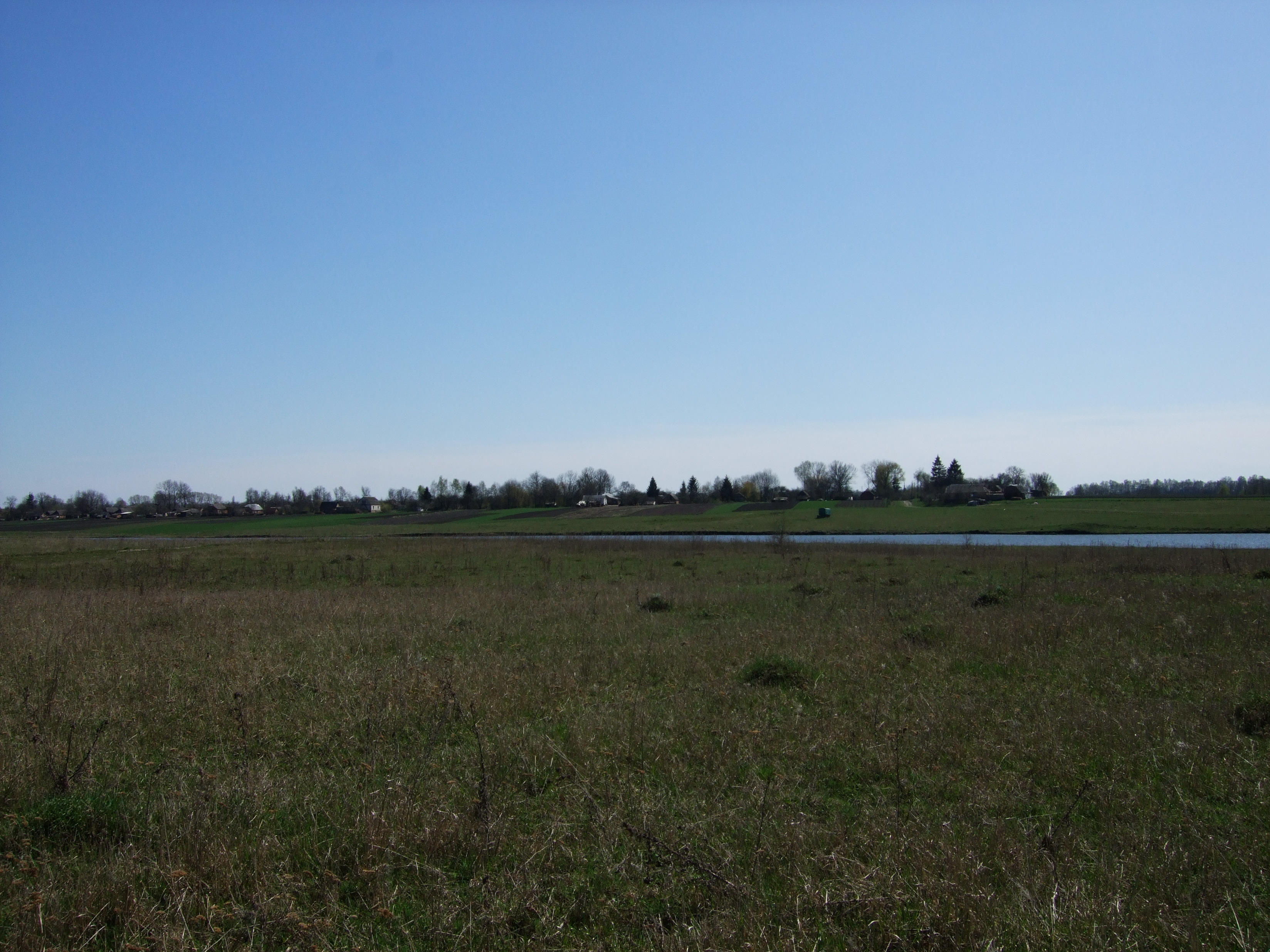
Вид на частину села через ставок
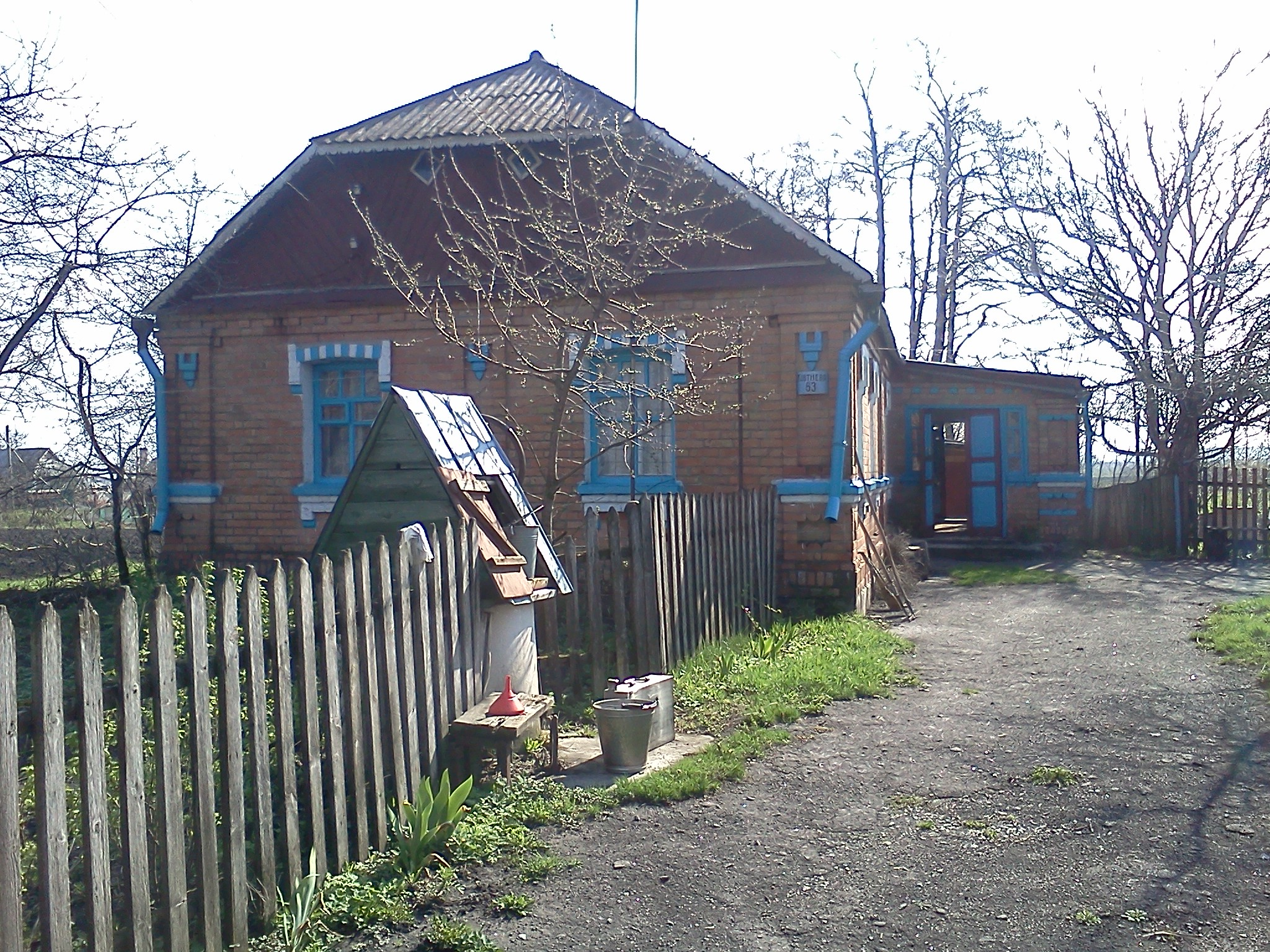
Забудова вулиці Михайлівської
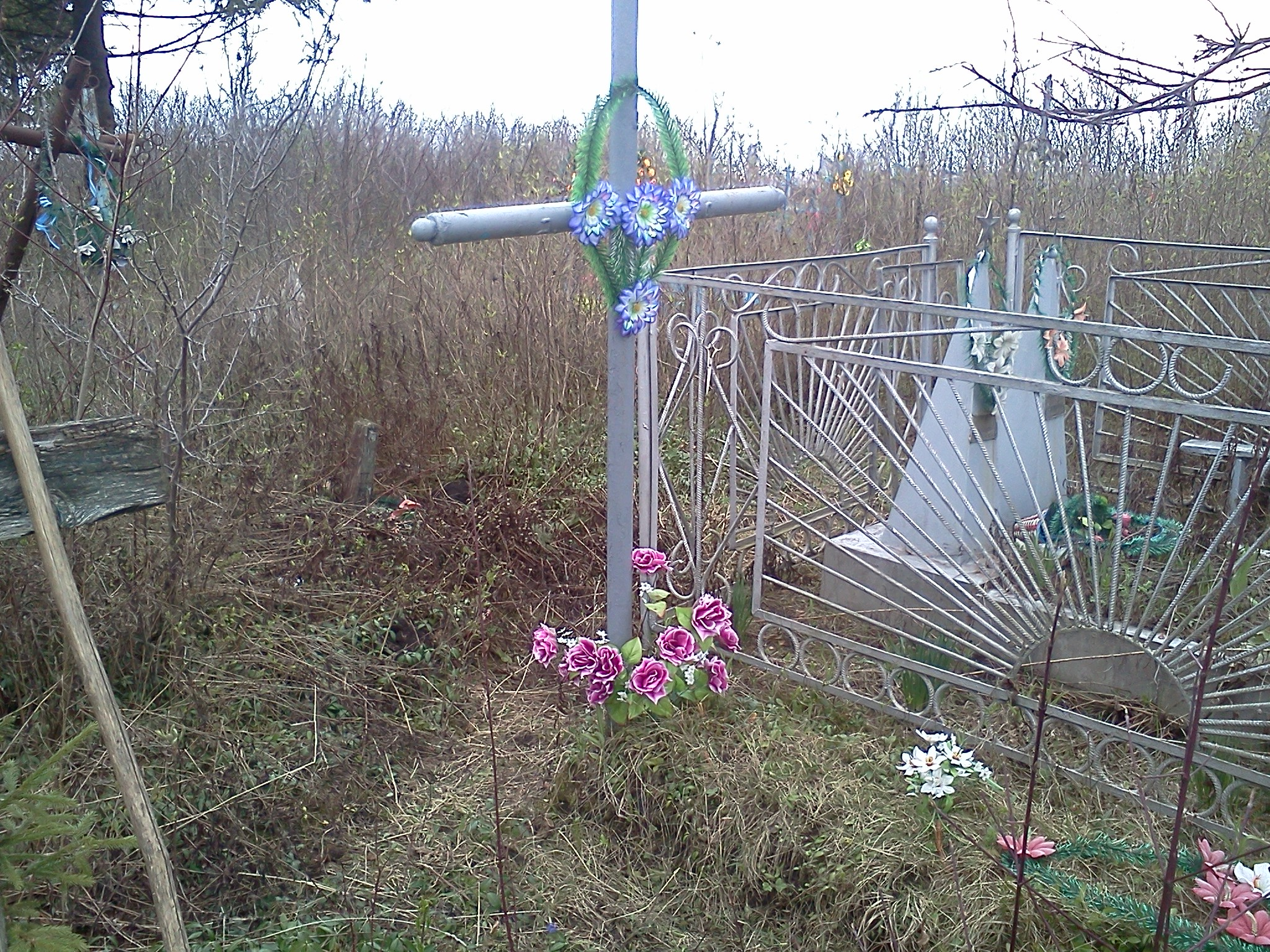
На старому кладовищі